# Neon Genesis Evangelion: Gakuen Datenroku
Neon Genesis Evangelion: Gakuen Datenroku (新世紀エヴァンゲリオン 学園堕天録 Neon Genesis Evangelion: Gakuen Datenroku?,  traducido como ‘Neon Genesis Evangelion: Academia Apocalipsis’) es un manga publicado desde 2007, el mangaka a cargo de esta serie es Min Min. Es serializado en la revista shōjo Asuka, publicada por Kadokawa Shoten. Los derechos corresponden a Gainax.
Muchos de sus personajes principales son de Neon Genesis Evangelion, como pueden ser Shinji Ikari, Asuka Langley Soryu, Kaworu Nagisa, Rei Ayanami, Touji Suzuhara, Misato Katsuragi, Kensuke Aida y Ryōji Kaji. Aunque la serie usa los mismos personajes, la historia difiere totalmente a la contada en el anime o en el manga de Neon Genesis Evangelion.
En España ha sido publicado por Norma bajo el título Academia Neogénesis Evangelion: Apocalipsis.

## Argumento
Shinji Ikari asiste a la Academia Nerv y vive una vida relativamente aburrida. En una de sus típicas salidas nocturnas para comprar algo en una máquina expendedora, ve a una compañera de clase, Rei Ayanami, y a otro chico que no había visto nunca. Momentos después se le cae la moneda debajo de la máquina expendedora y al ir a cogerla encuentra una especie de piedra misteriosa debajo.
El día siguiente, conoce a Kaworu Nagisa, un alumno de intercambio que llega a la Academia Nerv, y resulta ser el mismo chico que vio la noche anterior. Cuando intenta descubrir cual es su relación con Rei, se ve envuelto en una batalla contra el "ángel" Ramiel, el cual amenaza con matar a Shinji si no le entrega la piedra.
Después de ese hecho Shinji descubre que Kaworu, Rei y otra compañera de clase llamada Asuka Langley Soryu son cazadores de ángeles. Cuando es llevado a la "organización" que lucha contra los ángeles, a Shinji se le entrega su "EVA", el cual resulta ser una pistola. El EVA de Kaworu es una espada, el de Rei la Lanza de Longinus y el de Asuka un látigo. Después de recibir el EVA se le cuenta la verdad detrás del porque han de cazar los núcleos que poseen los ángeles. Después de esto, Shinji dudara sobre si unirse al grupo de Kaworu o no.

## Personajes

### Shinji Ikari
Shinji Ikari (碇シンジ)
Datos importantes: Cazador de ángeles, junto a Asuka uno de los únicos niños no nacidos mediante inseminación artificial, estudia en la Academia Nerv, su EVA es una pistola, puede generar un campo AT y tiene un misterioso poder con el que puede dañar a los ángeles, como mostró contra Ramiel.
Ficha:
El protagonista, Shinji vive una vida relativamente aburrida acudiendo a la escuela católica local (Academia Nerv). Su madre murió cuando era un niño y su padre trabaja en el extranjero, aunque puede que la realidad sea otra. Por ello Shinji tiene como guardián/tutor a Ryoji Kaji, el cual es como una especie de padre para él. De carácter afable y simpático, tiene de amigos a Touji y Kensuke, se siente ligeramente atraído a Rei Ayanami, aunque esta chica apenas le hace caso, cuando Kaworu entra a la escuela casi al instante entablan amistad. Al conocer la verdad sobre Kaworu y Rei le costó aceptar mucho ser cazador de ángeles y estuvo muy indeciso sobre que hacer, pero después del ataque de Ramiel y algunas conversaciones con Kaworu encontró algo por lo que luchar y no fue otra cosa que por sus amigos (como se muestra en el capítulo 9).
Muchos fanes sugieren que su amistad con Kaworu va más allá de los "mejores amigos", sugiriendo que se sientan atraídos mutuamente. Esto se debe a que Shinji se siente más cómodo cerca de Kaworu, y viceversa, ambos se entienden con facilidad y se preocupan del otro.
Como dato importante cabe resaltar que estuvo en el laboratorio donde trabajaba en el momento en el que murió, cosa que no recuerda pero de la que a veces tiene flashbacks. En el colegio se le considera parte del "Grupo Raro".
Respecto al anime, este Shinji es muy diferente, teniendo autoestima, y no siendo tímido y solitario como el Shinji del anime.

### Asuka Langley Soryu
Asuka Langley Soryu (惣流.アスカ.ラングレー)
Datos importantes: Cazadora de ángeles, nacida en Alemania, se cree que al ser sus padres humanos de la Organización no nació por inseminación artificial, estudio en un colegio alemán hasta que llegó a Japón y entrar en la Academia Nerv, su EVA es un látigo.
Ficha:
Actualmente acude a la Academia Nerv en la que es una especie de "ídolo" en su clase, teniendo muchas amigas. De carácter fuerte, es bastante engreída y siempre cree que es la mejor en todo lo que hace, es orgullosa, tiene una gran opinión sobre su desempeño con el EVA, cuando hace algo siempre quiere que este perfecto no queriendo que nadie a su alrededor falle, debajo de todo esto esta su preocupación por sus compañeros cosa que demuestra al acudir a salvar a Shinji en su lucha contra Ramiel. No se puede decir mucho más sobre su personalidad al no haber aparecido mucho en el manga todavía.
Es amiga de Kaworu y de Rei, de Shinji no se podría decir si es amiga o no ya que no se caen muy bien pero al igual que en el anime de Neon Genesis Evangelion le suele llamar mucho idiota e insultarle y parece querer que este demuestre su valentía en lo que hace y que no parezca un miedoso cosa que podría denotar que le gusta.
A su pesar también se la empieza a relacionar con el "Grupo Raro".
Respecto al anime su personalidad es muy parecida aunque no se puede decir mucho debido a su poca aparición en el manga, como nota curiosa es la relación de amistad con Rei cosa que en el anime no se dio en ningún momento.

### Rei Ayanami
Rei Ayanami (綾波レイ)
Datos importantes: Cazadora de ángeles, nacida por inseminación artificial, alumna de la Academia Nerv, su Eva es la Lanza de Longinus.
Ficha:
Asiste a la Academia Nerv y parece conocer a Kaworu de antes de que este llegara a la Academia. De carácter frío y serio, no es habladora ni parece tener muchas amistades. Hasta que la "Organización" lo creyó necesario no asistió a la escuela. Es amiga de Asuka Langley Soryu otra alumna de la Academia Nerv y cazadora de ángeles como ella.
Como datos de interés cabe decir que en el capítulo 9 del manga le dijo a Shinji que su razón de existir es para pelear y que hará todo lo que le diga el comandante. También cabe resaltar que para que se tome algo en serio Asuka le dice que se tome lo que tiene que hacer como una "Misión". Tiene una extraña afición por las cabezas de caballo y también se la encuadra en el "Grupo Raro". Más reciente ha sido comprobado que su comandante es Ikari Gendou. En el capítulo 20 ha sido revelado un hecho jamás mencionado directamente en ninguno de los demás mangas o series de Evangelion, el hecho de que es un clon de Yui, la madre de Shinji. En este mismo capítulo le dice a Gendou: "No me toques. Soy Rei Ayanami, no Yui".
Respecto al anime su forma de ser y actuar son muy parecidos, también es curioso respecto al anime su amistad con Asuka, ya que en el anime no se llevaban muy bien.

### Kaworu Nagisa
Kaworu Nagisa (渚カヲル)
Datos importantes: Cazador de ángeles, nacido por inseminación artificial, alumno de intercambio que llega a la Academia Nerv, su EVA es una especie de espada y puede generar un campo AT.
Ficha:
Llega al colegio de Shinji, y al poco tiempo se ve que tiene algún tipo de relación con Rei. Entabla amistad con Shinji nada más entrar al instituto. Después del incidente con "Ramiel" intentara que Shinji se una a la organización pero sin presionarle. A lo largo del manga se dan muchas pistas para pensar que también podría ser un ángel, como puede ser que en un juego en línea use el nombre de Ángel Caído. Esto es confirmado en el capítulo 19 del manga, donde le confiesa a Shinji que es el 17.º ángel, Tabris. Al parecer tiene nula habilidad de recuperación por lo que tiene que cambiar de cuerpo por otro, y para eso existen un montón de clones en cápsulas desarrollados para ese fin. Respecto a su carácter, es una persona amistosa, afable y siempre parece estar contento. Hasta que la Organización lo creyó necesario no asistió a la escuela. También forma parte del "Grupo Raro".
Difiere bastante del Kaworu del anime ya que este parece saber más de la vida, además también se muestra que es un chico más emotivo.

### Toji Suzuhara y Kensuke Aida
Tōji Suzuhara (鈴原トウジ) y Kensuke Aida (相田ケンスケ)
Amigos de Shinji. Kensuke es un fanático de las historias de conspiraciones y de profecías relacionadas con Ángeles, mientras que Touji pasa de esos temas, aunque le dan bastante miedo. Ambos son aficionados a jugar a un famoso juego En línea Multijugador: "Apocalipsis de la Noche".

### Hikari Horaki
Hikari Horaki (洞木ヒカリ)
La representante de la clase de Shinji.

### Misato Katsuragi
Misato Katsuragi (葛城ミサト)
Profesora en la Academia Nerv, perteneció al mismo laboratorio en el que trabajaba Kaji, Gendo y Yui. Parece que tuvo una relación amorosa con Kaji.

### Ritsuko Akagi
Ritsuko Akagi (赤木リツコ)
La doctora de la escuela de Shinji.

### Kōzō Fuyutsuki
Kōzō Fuyutsuki (冬月 コウゾウ)
Mencionado en el capítulo 11 como vicedirector de la Academia Nerv, y como uno de los profesores que es consciente de la existencia de los Ángeles.

### Makoto Hyuga, Maya Ibuki y Shigeru Aoba
Makoto Hyuga (日向 マコト), Maya Ibuki (伊吹 マヤ) y Shigeru Aoba (青葉 シゲル)
Nombrados en el capítulo 11 como profesores de la Academia Nerv que son conscientes de la existencia de los Ángeles. Hyuga es profesor de Sucesos Actuales, Ibuki es profesora de Matemáticas y Aoba es profesor de Química.

### Ryoyi Kaji
Ryōji Kaji (加持リョウジ)
Guardián de Shinji, es casi como un padre para él, se hizo cargo de Shinji a la edad de 10 años después de que los padres de Shinji desapareciesen en el incidente del laboratorio en que trabajaban. Kaji recibió una carta de alguien que creía muerto en la que le pedían que se hiciera cargo de Shinji, los gastos y la matrícula en la Academia Nerv de éste.
Trabajaba en el mismo laboratorio que Misato, Gendo y Yui, pero después del "incidente", decide cambiar de vida y se dedica a ser periodista y fotógrafo. Aun así en secreto sigue investigando sobre esos incidentes. Parece que en el pasado tuvo algún tipo de relación amorosa con Misato Katsuragi.
Su personalidad es muy parecida a la del anime, siendo jovial, amable, descuidado y teniendo siempre un cierto misterio por los trabajos encubiertos que realiza.

### Kaede Agano, Satsuki Oi y Aoi Mogami
Las tres aparecen en el capítulo 11 y parecen ser maestras en la escuela. Cuando se las presenta, todas están vestidas como monjas.

## Ángeles
Una especie de "entes" sin forma física que poseen cuerpos humanos para poder desatar su poder, una vez que lo hacen el humano que residía en ese cuerpo muere. Parece ser que los núcleos que Kaworu y compañía consiguen al derrotarles es la esencia del ángel, dichos núcleos también son buscados por los ángeles. Los ángeles expresaron en el capítulo 4 que lo único que querían era vivir en paz.
Los ángeles que han sido mostrados en el manga han sido:

### Arael
Arael(アラエル)
No es mostrado en el manga, pero según se dice fue vencido por los cazadores de ángeles.

### Ramiel
Ramiel(ラミエル)
El primer ángel que aparece en la serie, Ramiel primero mata y posee el cuerpo de un hombre, pero tras la primera batalla contra Shinji, Kaworu y Rei acaban muy malheridos debido a un extraño poder que Shinji manifiesta, lo cual le hace huir, así que opta por poseer el cuerpo de una mujer. Puede generar relámpagos y que al cuerpo que posee le salgan alas. Ramiel es vencido por Asuka y Shinji y su núcleo es sacado por Kaworu.

### Israfel
Israfel(イスラフェル)
Tanto en el capítulo 5 como el 6 se dan pistas para llegar a pensar que Israfel en ángel doble es conformando por dos niños prodigios que asisten a la Academia Nerv, Makoto y Cecilia De Nuovo.

### Zeruel
Zeruel(ゼルエル)
En el capítulo 9 es mostrado un ángel que se cree que es Zeruel, el cual está eliminando a personajes del juego Apocalipsis de la Noche. Más adelante, en el capítulo 10 se muestra a un Ángel con forma de hombre llamado Mimori y que trabaja en la compañía de juegos GNX, como programador informático de juegos, el cual parece ser Zeruel.

### Iruel
Iruel(イロウル)
Apareció en el capítulo 10, al parecer su "esencia" estaba o fue encerrada en la red informática, su sexo no está confirmado. Según el capítulo 10 un Ángel llamado "Mimori" que está trabajando en la compañía de juegos GNX le proporcionó un "cuerpo físico" en la red informática. Más tarde por medio del juego Apocalipsis de la Noche será capaz de controlar a los estudiantes de la Academia Nerv que jugaron a él. En el capítulo 14 escapa de su "prisión" en la red gracias a la ayuda del "controlado" Kensuke.

### Shamshel
Shamshel(シャムシエル)
Apareció en el capítulo 10, Shamshel tiene la forma de una chica joven. Se sabe por los comentarios de otro Ángel que ya "perdió" un cuerpo de los que había poseído. Llama "hermano" a un Ángel de nombre humano Mimori, pero a este ángel no parece hacerle mucha gracia.

## Datos de interés
Organización: Lucha por capturar a los ángeles que escaparon de Yggdrasil. Se sabe que crea niños por inseminación artificial para que sean aptos para usar un EVA con el que puedan derrotar a los ángeles, y que hasta hace poco estos niños no iban al colegio. Tienen un comandante cuya identidad es desconocida, su cuartel general está en el interior de la iglesia de la Academia Nerv, en la cual reside el árbol Yggdrasil.
Yggdrasil: Árbol que sostiene los diferentes mundos que existen en sus ramas, si este llegara a marchitarse todos los mundos se unirían, lo cual provocaría el caos. Mediante la huida de los ángeles que sostenían el árbol por medio de sus núcleos, este ha comenzando a marchitarse, por ello los cazadores de ángeles con sus EVAs deben dar caza a estos y obtener sus núcleos que evitaran que el Yggdrasil se marchite.
Incidente en el laboratorio: Ocurrió en el laboratorio en el que trabajaban Gendo, Kaji, Misato y Yui. En dicho laboratorio hacían experimentos con niños, pero no se sabe de que tipo. Por los datos del manga se sabe que ocurrieron unas explosiones en las que murieron parte de los científicos y otros desaparecieron, pero también se puede pensar que Kaworu, el cual era el mejor de los niños con los que experimentaban, tuvo algo que ver con el incidente.
Grupo Raro: Así son llamados en la Academia Nerv el grupo conformado por Shinji, Asuka, Kaworu y Rei.
Apocalipsis de la noche: Juego de rol multijugador en línea famoso en la Academia Nerv debido a que muchos de sus alumnos juegan en él.